# فلاندر الشرقية
فلاندر الشرقية هي محافظة بلجيكية في الإقليم الفلامندي.

## أعلام
- إيفان دي ويت
- تشارلز سميث